# 内野駅

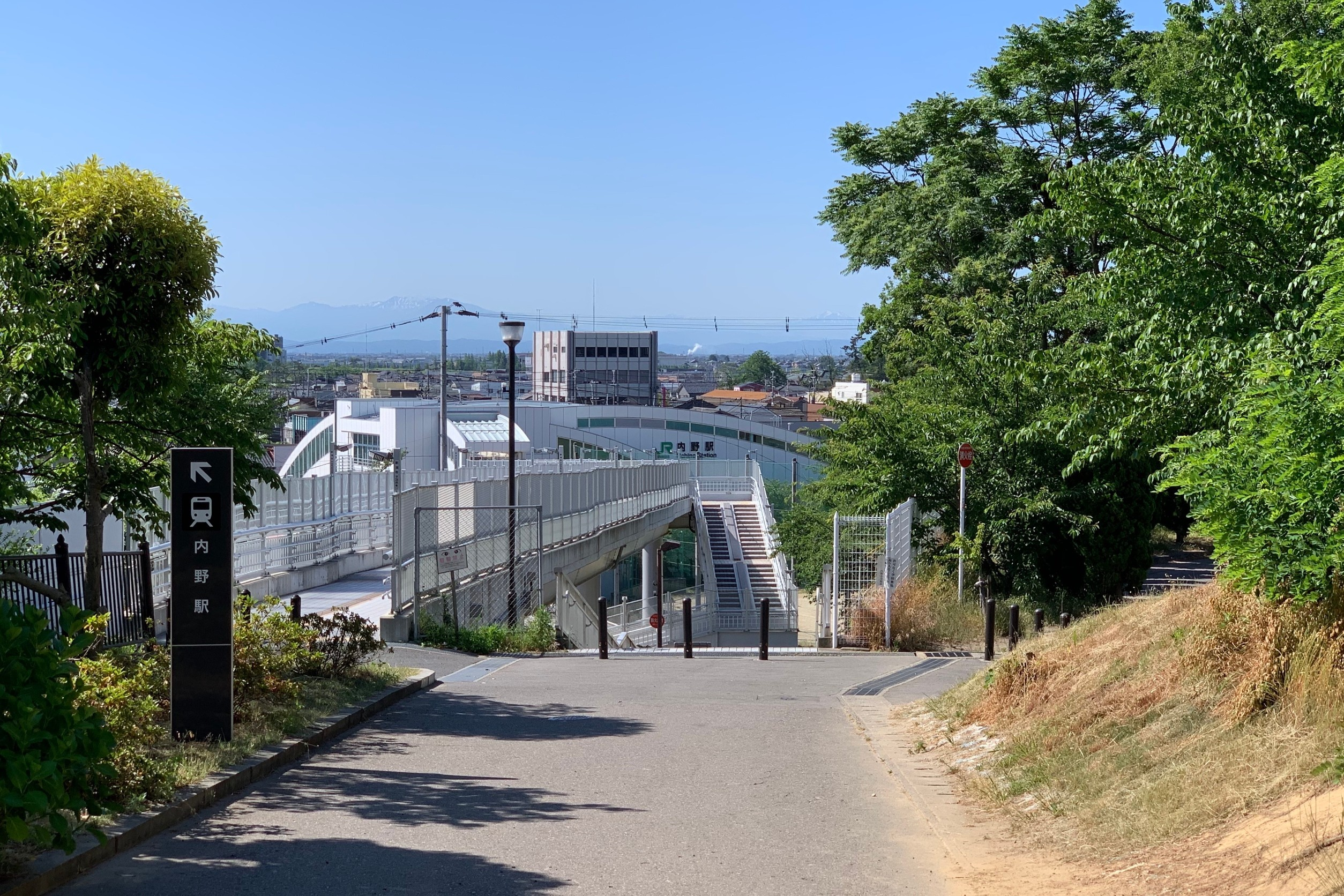
北口と新潟砂丘上の住宅街や新潟大学方面を結ぶ「内野さくらロード」（2020年6月）

内野駅（うちのえき）は、新潟県新潟市西区内野町にある、東日本旅客鉄道（JR東日本）越後線の駅である。

## 歴史
- 1912年（大正元年）8月25日：越後鉄道・吉田 - 白山間開業の際に開設[1]。
- 1927年（昭和2年）10月1日：越後鉄道が国有化[3]。国鉄越後線所属となる[3]。
- 1971年（昭和46年）
  - 11月1日：貨物の扱いを廃止[1][4]。
  - 11月4日：旧駅舎の使用を開始[1][5]（2013年2月まで使用）。
- 1978年（昭和53年）
  - 7月10日：同年6月26日の水害により、越後赤塚 - 当駅間の新川に掛かる鉄橋の橋桁が損傷。新潟市立内野中学校前に仮乗降場を設置し、徒歩連絡[6][7]。
  - 8月10日：復旧。
- 1984年（昭和59年）2月1日：荷物の扱いを廃止[8]。
- 1987年（昭和62年）
  - 1月18日：みどりの窓口を開設[9]。
  - 4月1日：国鉄分割民営化に伴い、東日本旅客鉄道（JR東日本）の駅となる[3]。
- 1988年（昭和63年）7月2日：学校口（裏口）がオープン[10]。
- 2004年（平成16年）12月9日：自動改札機の供用を開始[11][1]。
- 2006年（平成18年）1月21日：ICカード「Suica」の利用が可能となる[12]。
- 2011年（平成23年）3月27日：売店「KIOSK」が撤退。公衆電話、コインロッカーについても撤去。
- 2013年（平成25年）
  - 2月16日：駅舎改築に伴う仮駅舎の供用を開始。
  - 10月：業務委託化。
- 2014年（平成26年）9月27日：橋上駅舎の暫定供用を開始[13]。
- 2015年（平成27年）4月：仮駅舎の撤去ならびに1番線と2番線を繋ぐ旧跨線橋の撤去。
- 2017年（平成29年）3月26日：駅周辺整備事業が竣工[14]。前日の新潟交通ダイヤ改正により、南口ロータリーへのバス乗り入れを一部開始[15]。
- 2024年（令和6年）
  - 1月31日：みどりの窓口の営業を終了[2]。
  - 2月1日：話せる指定席券売機を導入[2]。

### 橋上駅舎化
かつては1番線側に駅本屋、2番線側に学校口駅舎が設けられており、それぞれの駅舎に自動券売機や自動改札機が設置されていた。なお、学校口駅舎には駅員が配置されていなかった（改札機に隣接して自動精算機が設置されていた）。キオスクも駅本屋内に設置されていたが、2011年（平成23年）3月27日をもって閉店し公衆電話とコインロッカーとともに撤去された。
旧駅舎の老朽化が進んでいたため、橋上駅に改築され、自由通路が設けられたほか、路線バスが乗り入れできるよう駅前広場が拡張され、内野小学校と結ぶ歩道橋「内野さくらロード」も新設された。これらは新潟市の「にいがた交通戦略プラン 」において策定されたものであり、総事業費は25億円。
利用者には、改築後の駅舎のデザインを決めるアンケートも行われた。当初の竣工時期は2012年度（平成24年度）を目処としていたが、その2012年（平成24年）10月にようやく仮駅舎を建設する工事が開始された。仮駅舎は2013年（平成25年）2月16日より供用され、その後橋上駅舎の工事が本格化、橋上駅舎は2014年（平成26年）9月27日より供用開始された。供用開始当日午前10時より開業記念式典が行われ、内野小学校の児童が演奏を披露した。駅前広場を含む全体の竣工は2017年（平成29年）3月26日に行われた。

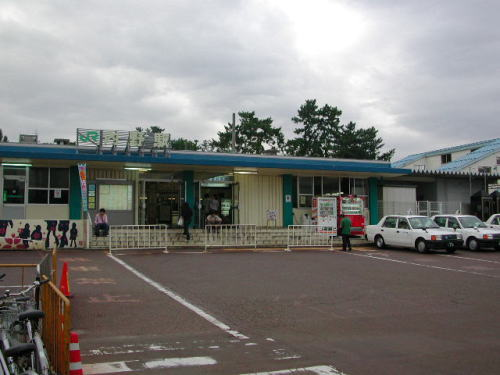
旧駅舎（2004年7月）
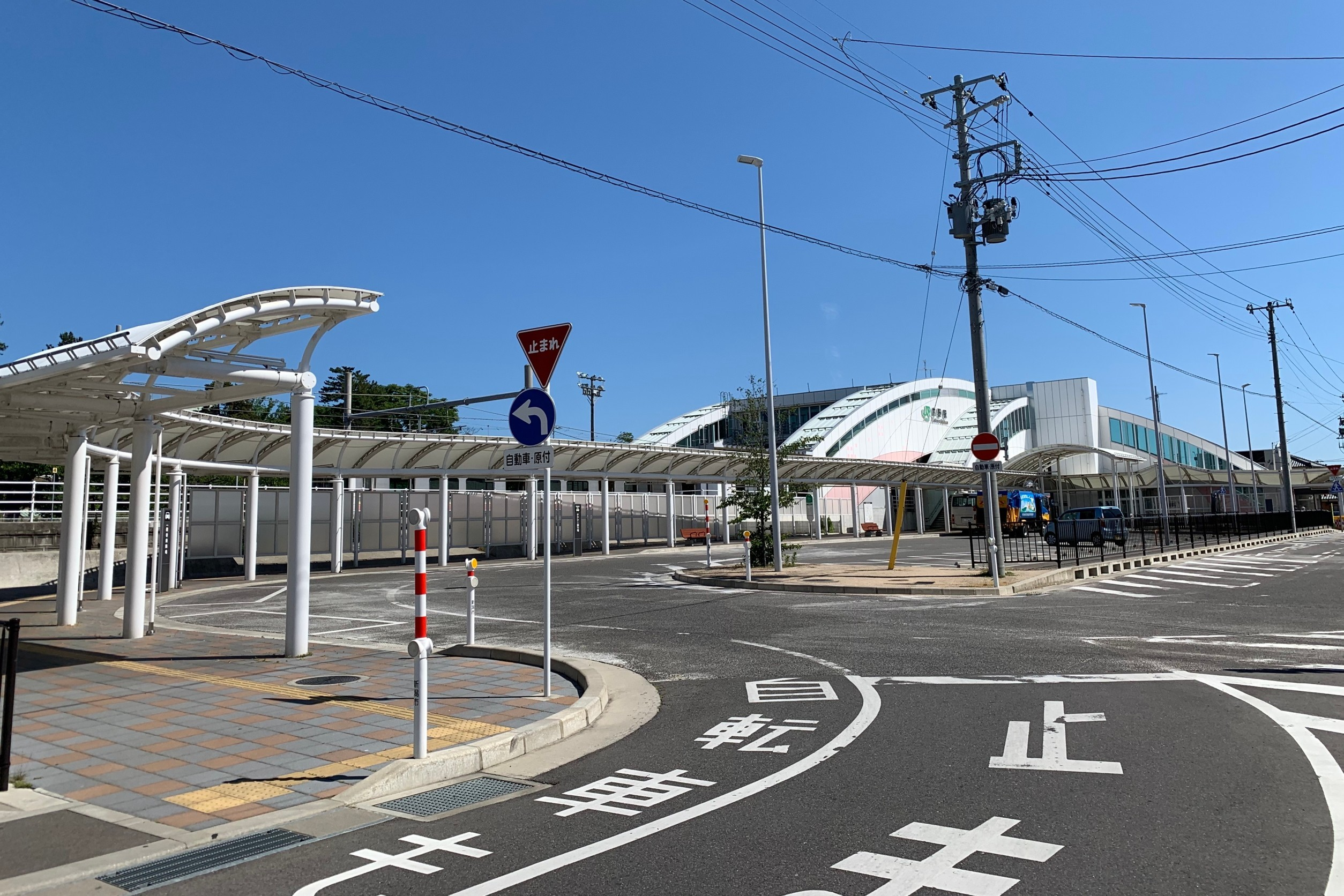
南口の駅前広場（2020年6月）
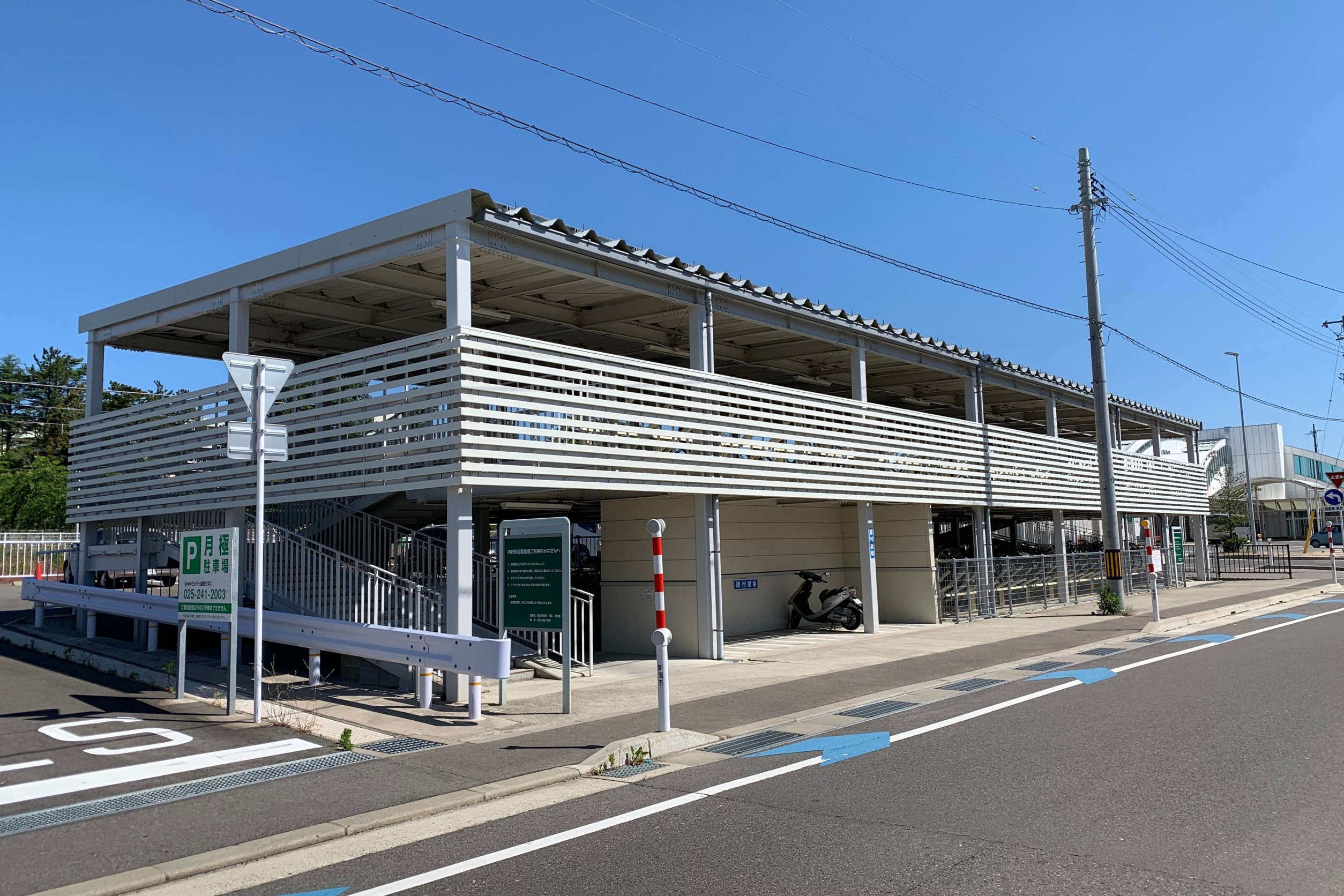
南口の無料駐輪場（2020年6月）
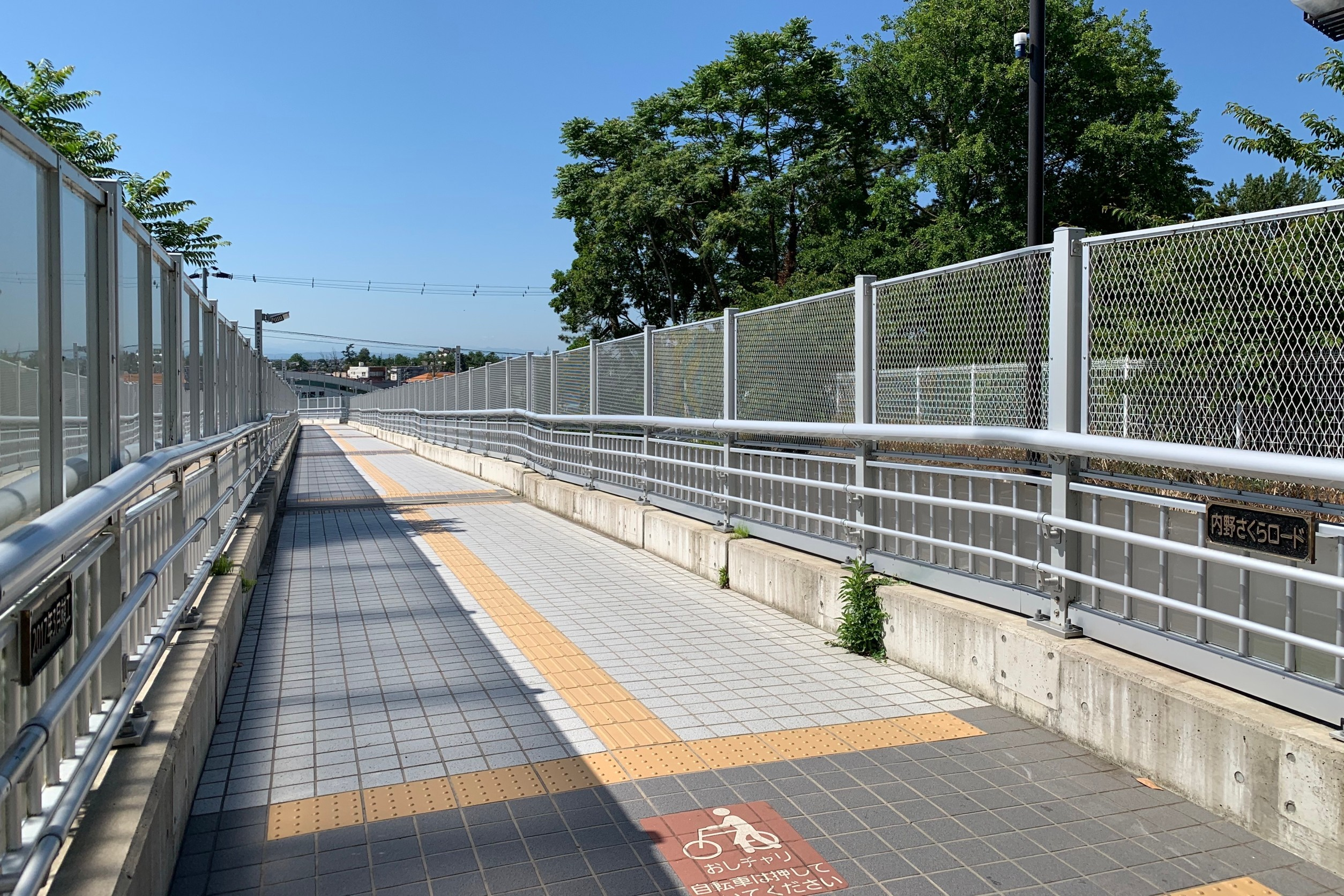
2017年3月竣工の「内野さくらロード」（2020年6月）

## 駅構造
相対式ホーム2面2線を有する地上駅であるで、南北の自由通路を有する橋上駅舎を持つ。南北に合わせて4か所のエレベーターが設置されており、バリアフリー対応の駅舎となっている。また、発車標が改札口および各ホームに設置されている。
新潟駅が管理する業務委託駅で、駅業務はJR東日本新潟シティクリエイト（JENIC）が受託している。駅構内には有人改札口、自動券売機、話せる指定席券売機、自動改札機、自動精算機、自動販売機、化粧室、待合室などがある。
日中時間帯、新潟駅 - 当駅間は1時間に3本、当駅 - 吉田駅間は1時間に1本の運転となる。

### のりば
| 番線 | 路線    | 方向 | 行先           |
| ---- | ------- | ---- | -------------- |
| 1・2 | ■越後線 | 上り | 吉田・柏崎方面 |
| 1・2 | ■越後線 | 下り | 新潟方面       |

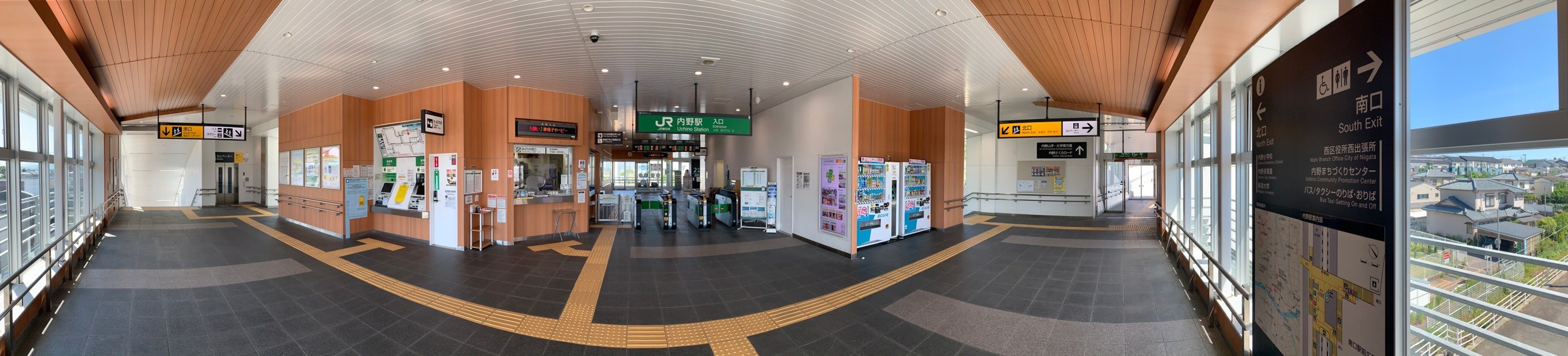
自由通路内（2020年6月）
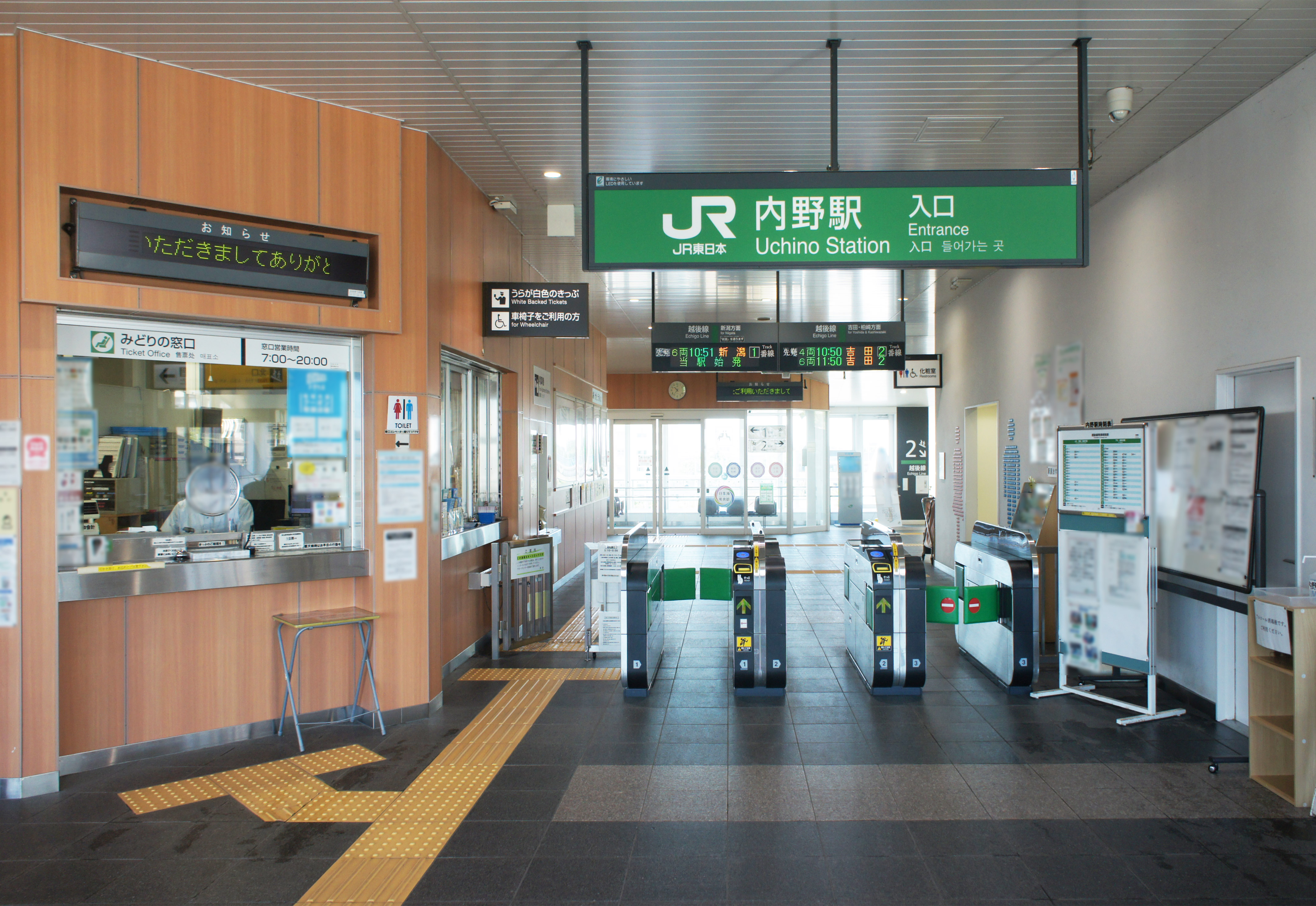
改札口（2021年9月）
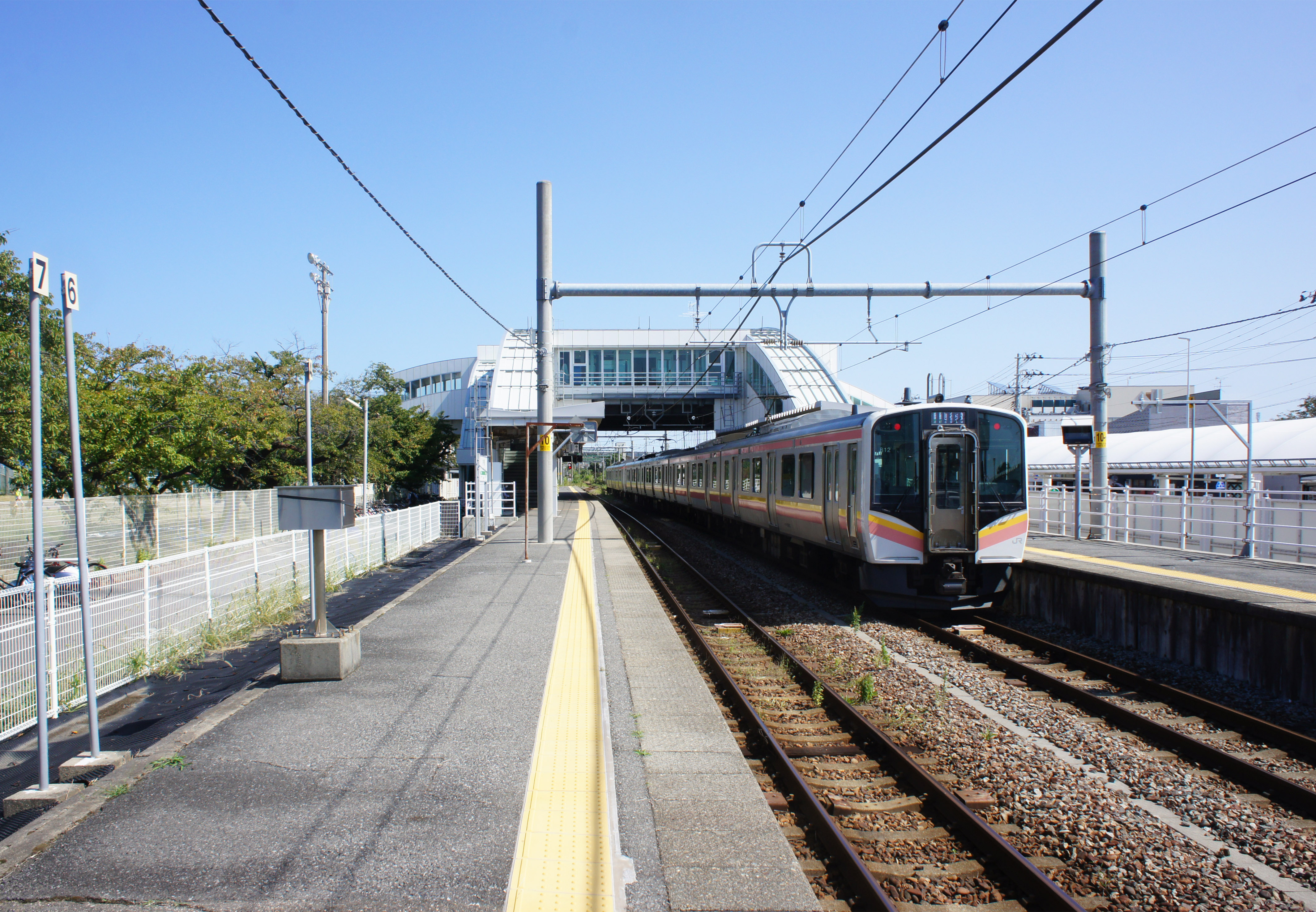
ホーム（2021年9月）

## 利用状況
JR東日本によると、2023年度（令和5年度）の1日平均乗車人員は2,294人である。
2000年度（平成12年度）以降の推移は以下のとおりである。
| 1日平均乗車人員推移 | 1日平均乗車人員推移 | 1日平均乗車人員推移 | 1日平均乗車人員推移 | 1日平均乗車人員推移 |
| 年度                | 定期外              | 定期                | 合計                | 出典                |
| ------------------- | ------------------- | ------------------- | ------------------- | ------------------- |
| 2000年（平成12年）  |                     |                     | 3,755               | [ 利用客数 2 ]      |
| 2001年（平成13年）  |                     |                     | 3,670               | [ 利用客数 3 ]      |
| 2002年（平成14年）  |                     |                     | 3,678               | [ 利用客数 4 ]      |
| 2003年（平成15年）  |                     |                     | 3,647               | [ 利用客数 5 ]      |
| 2004年（平成16年）  |                     |                     | 3,627               | [ 利用客数 6 ]      |
| 2005年（平成17年）  |                     |                     | 3,185               | [ 利用客数 7 ]      |
| 2006年（平成18年）  |                     |                     | 3,067               | [ 利用客数 8 ]      |
| 2007年（平成19年）  |                     |                     | 2,971               | [ 利用客数 9 ]      |
| 2008年（平成20年）  |                     |                     | 2,911               | [ 利用客数 10 ]     |
| 2009年（平成21年）  |                     |                     | 2,772               | [ 利用客数 11 ]     |
| 2010年（平成22年）  |                     |                     | 2,678               | [ 利用客数 12 ]     |
| 2011年（平成23年）  |                     |                     | 2,699               | [ 利用客数 13 ]     |
| 2012年（平成24年）  | 1,041               | 1,660               | 2,701               | [ 利用客数 14 ]     |
| 2013年（平成25年）  | 1,075               | 1,767               | 2,842               | [ 利用客数 15 ]     |
| 2014年（平成26年）  | 1,069               | 1,620               | 2,690               | [ 利用客数 16 ]     |
| 2015年（平成27年）  | 1,079               | 1,634               | 2,714               | [ 利用客数 17 ]     |
| 2016年（平成28年）  | 1,094               | 1,605               | 2,699               | [ 利用客数 18 ]     |
| 2017年（平成29年）  | 1,116               | 1,539               | 2,655               | [ 利用客数 19 ]     |
| 2018年（平成30年）  | 1,182               | 1,551               | 2,734               | [ 利用客数 20 ]     |
| 2019年（令和元年）  | 1,131               | 1,564               | 2,696               | [ 利用客数 21 ]     |
| 2020年（令和02年）  | 693                 | 1,203               | 1,896               | [ 利用客数 22 ]     |
| 2021年（令和03年）  | 766                 | 1,204               | 1,970               | [ 利用客数 23 ]     |
| 2022年（令和04年）  | 885                 | 1,269               | 2,155               | [ 利用客数 24 ]     |
| 2023年（令和05年）  | 973                 | 1,321               | 2,294               | [ 利用客数 1 ]      |

## 駅周辺
駅前は旧・内野町時代からの市街地である。周辺には住宅地が広がる。北口側には小学校がある。また、新潟大学の校舎位置によっては、隣の新潟大学前駅より当駅を利用した方が便利なケースもある。工学部・理学部がその例に当てはまる。

### 南口（旧駅本屋側）

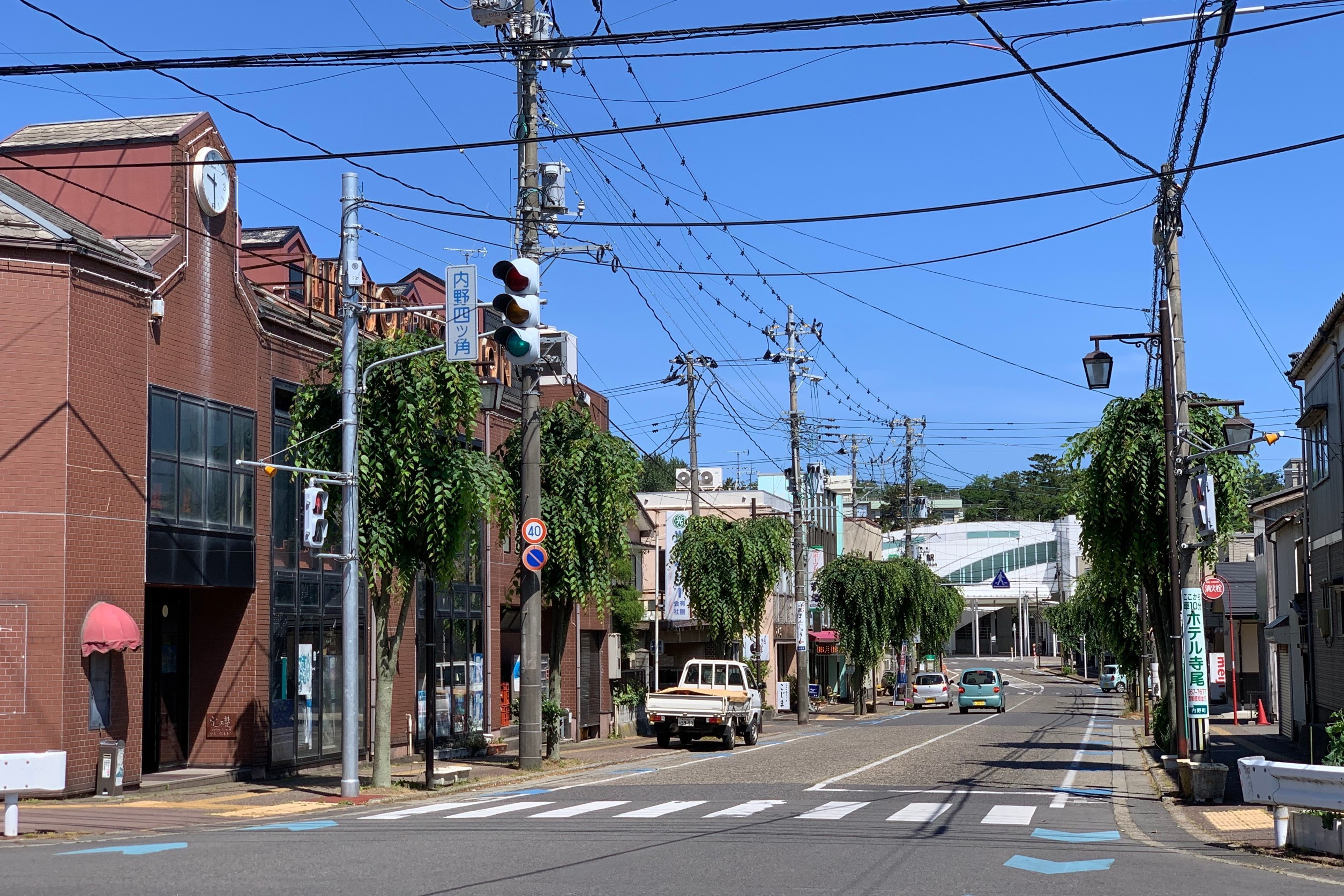
「内野四ツ角」交差点から駅舎南口を望む（2020年6月）

- 新潟県道140号内野停車場線
- 新潟県道2号新潟寺泊線
- 新潟県道16号新潟亀田内野線
- 新潟西警察署内野駅前交番
- 第四北越銀行内野支店
- 新潟市西区役所西出張所
- 日本文理高等学校
- 西川
- 新川

### 北口（旧学校口側）
- 新潟市立内野小学校
- 新潟市立内野中学校
- 新潟市立内野保育園

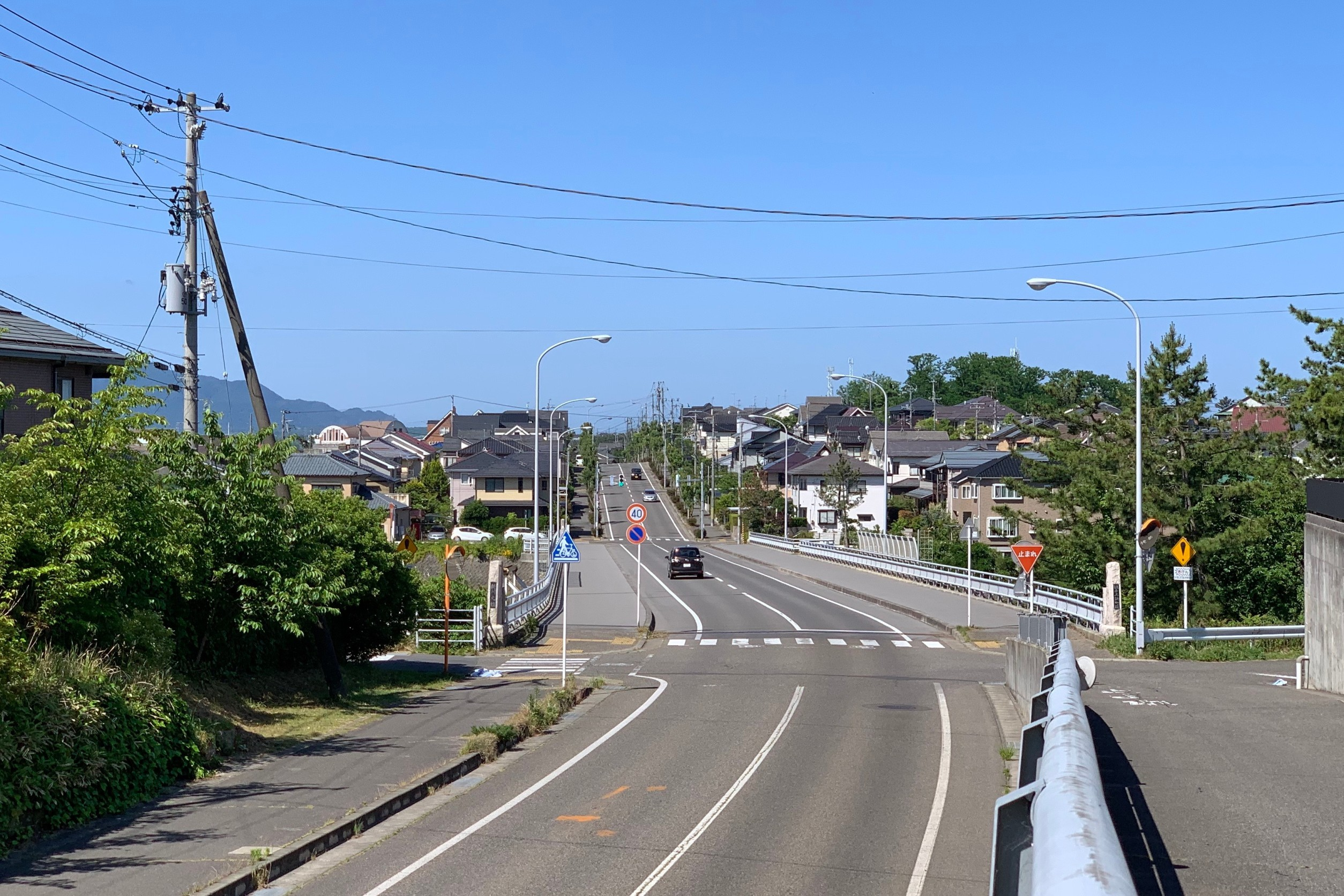
北口側の新潟砂丘に広がる住宅街（2020年6月）

- 新潟大学五十嵐キャンパス（医療系・農学部を除く理系学部）

## バス路線
当駅南口周辺に内野駅南口および内野駅前両バス停が点在し、新潟交通の路線バスが運行されている。
| 方面             | 路線名   | 系統・行先                                                                 | 当駅周辺のバス停名 | 出典          |
| ---------------- | -------- | -------------------------------------------------------------------------- | ------------------ | ------------- |
| 内野営業所方面   | -        | W10・W13・W21・W23：内野営業所                                             | 内野駅前           | [ 19 ] [ 20 ] |
| 内野営業所方面   | -        | W44・黒鳥：内野営業所                                                      | 内野駅南口         | [ 21 ] [ 22 ] |
| 五十嵐・新潟方面 | 有明線   | - W10：新潟駅 - W13：美咲合同庁舎 - W14・W15：（モーニングライナー）新潟駅 | 内野駅前           | [ 19 ]        |
| 五十嵐・新潟方面 | 西小針線 | - W21：新潟駅 - W23：美咲合同庁舎                                          | 内野駅前           | [ 20 ]        |
| 文理高校方面     | 大堀線   | W44：青山                                                                  | 内野駅南口         | [ 21 ]        |
| 文理高校方面     | 黒鳥線   | 黒鳥：信楽園病院、大野仲町                                                 | 内野駅南口         | [ 22 ]        |

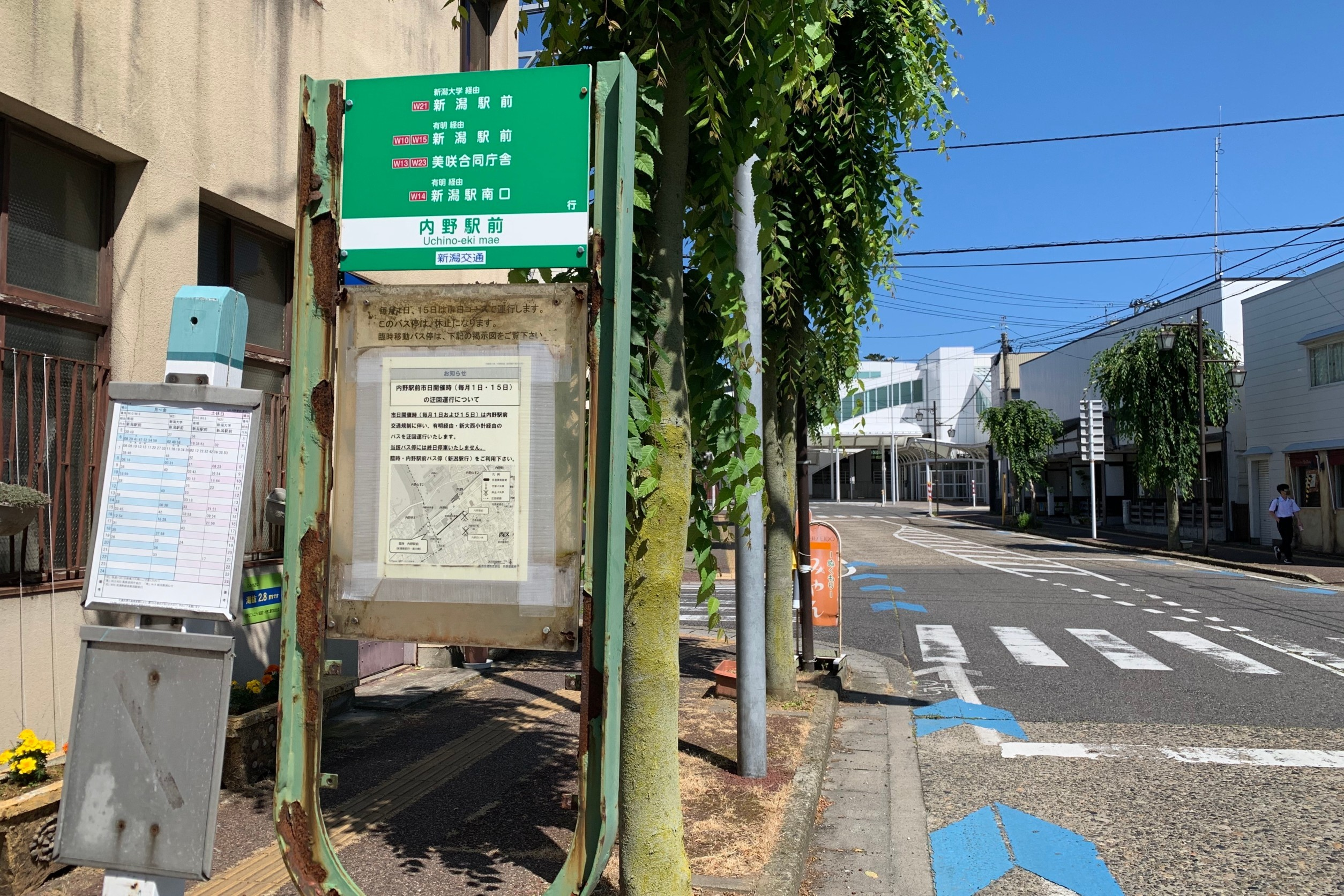
「内野駅前」バス停の新潟方面乗り場（2020年6月）
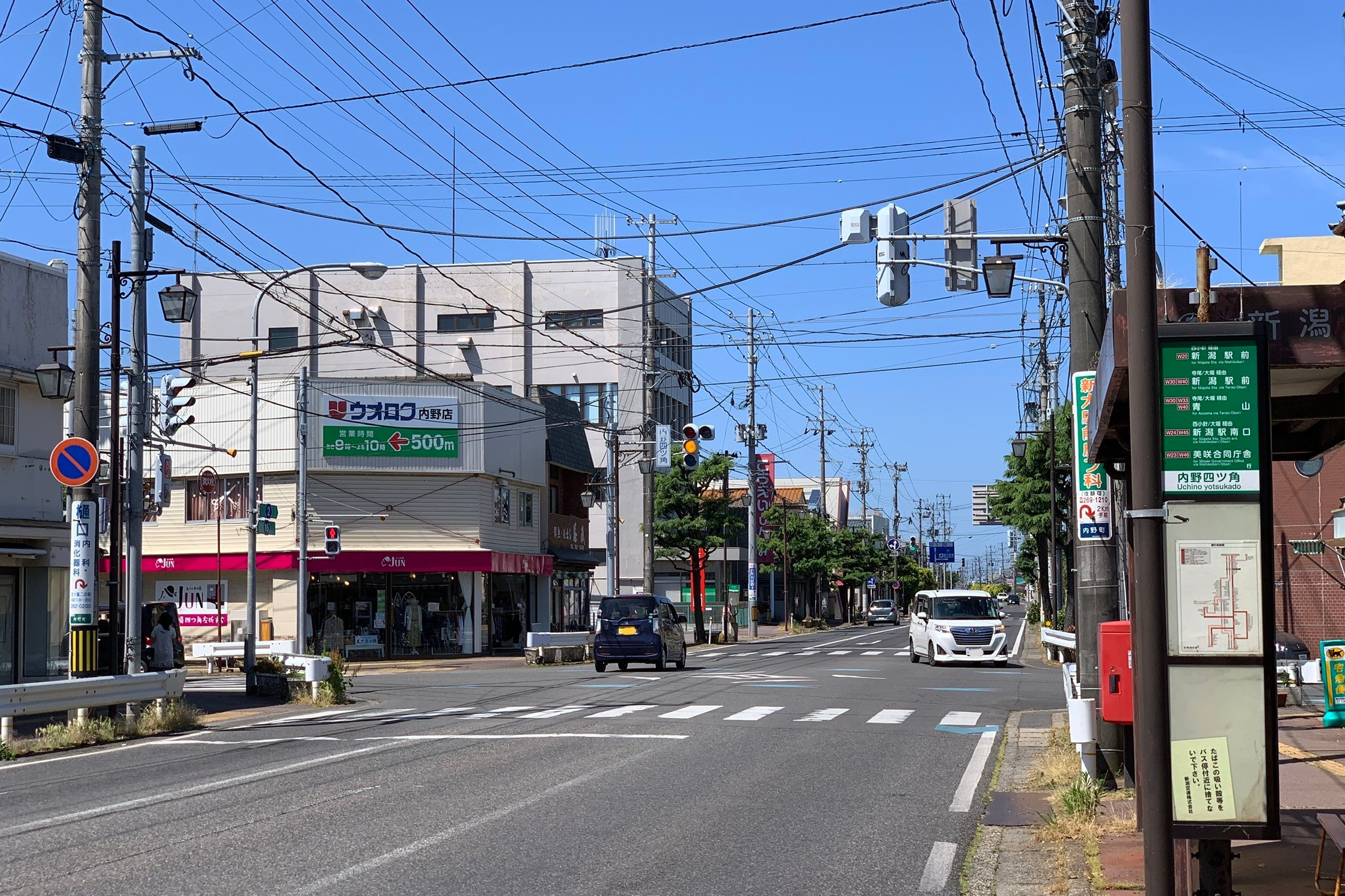
「内野四ツ角」バス停の新潟方面乗り場（2020年6月）

## 隣の駅
東日本旅客鉄道（JR東日本）
■越後線
内野西が丘駅 - 内野駅 - 新潟大学前駅

### 記事本文
1. 1 2 3 4 5 6 7 8 9 10  『週刊 JR全駅・全車両基地』 21号 新潟駅・弥彦駅・津南駅ほか、朝日新聞出版〈週刊朝日百科〉、2012年12月30日、22頁。
2. 1 2 3 4  “駅の情報（内野駅）：JR東日本”.   東日本旅客鉄道. 2023年12月28日時点のオリジナルよりアーカイブ。2023年12月28日閲覧。
3. 1 2 3  曽根悟（監修）（著）、朝日新聞出版分冊百科編集部（編集）（編）「大糸線・飯山線・篠ノ井線・越後線・弥彦線」『週刊 歴史でめぐる鉄道全路線 国鉄・JR』第9号、朝日新聞出版、2009年9月6日、25頁。
4. ↑  昭和46年10月29日日本国有鉄道公示第426号
5. ↑  『国鉄内野駅がオープン』昭和46年11月5日読売新聞新潟読売
6. ↑  “S53.6.26洪水”. 過去の洪水・水害－緊急・防災情報.   信濃川下流河川事務所. 2022年11月10日閲覧。
7. ↑  「不通区間歩け歩け 越後線汗だくの通勤通学」新潟日報 1978年7月10日夕刊社会面
8. ↑  昭和59年１月30日日本国有鉄道公示第174号
9. ↑  日本経済新聞昭和62年1月18日地方経済面新潟
10. ↑  市報にいがた　昭和63年6月26日第1113号 p.2 (PDF)
11. ↑  『平成16年11月27日（土）新潟駅で自動改札使用開始!』（PDF）（プレスリリース）東日本旅客鉄道新潟支社、2004年11月27日。オリジナルの2006年1月8日時点におけるアーカイブ。2021年1月8日閲覧。
12. ↑  『2006年1月21日（土）新潟エリアSuicaデビュー!』（PDF）（プレスリリース）東日本旅客鉄道新潟支社、2005年9月21日。オリジナルの2006年1月5日時点におけるアーカイブ。2021年1月8日閲覧。
13. 1 2  西区役所だより 181号（平成26年10月19日） p.2 - 新潟市西区 - WARP
14. 1 2 3 4  内野駅周辺整備事業しゅん工パンフレット (PDF)  - 新潟市
15. ↑  2017年3月25日ダイヤ改正チラシ - 新潟交通
16. ↑  にいがた交通戦略プラン - 新潟市.2018年11月19日閲覧。
17. ↑  内野駅周辺整備事業 - 新潟市 - WARP
18. 1 2  “JR東日本：駅構内図・バリアフリー情報（内野駅）”.   東日本旅客鉄道. 2023年12月28日閲覧。
19. 1 2  “W1 有明線 運行系統一覧図” (PDF). 西新潟方面（W系統）| 路線別時刻表.   新潟交通. 2025年4月27日閲覧。
20. 1 2  “W2 西小針線 運行系統一覧図” (PDF). 西新潟方面（W系統）| 路線別時刻表.   新潟交通. 2025年4月27日閲覧。
21. 1 2  “W4 大堀線 運行系統一覧図” (PDF). 西新潟方面（W系統）| 路線別時刻表.   新潟交通. 2025年4月27日閲覧。
22. 1 2  “黒鳥 黒鳥線 運行系統一覧図” (PDF). その他の路線 | 路線別時刻表.   新潟交通. 2025年4月27日閲覧。

### 利用状況
1. 1 2  “各駅の乗車人員（2023年度）”.   東日本旅客鉄道. 2024年7月21日閲覧。
2. ↑  “各駅の乗車人員（2000年度）”.   東日本旅客鉄道. 2019年4月8日閲覧。
3. ↑  “各駅の乗車人員（2001年度）”.   東日本旅客鉄道. 2019年4月8日閲覧。
4. ↑  “各駅の乗車人員（2002年度）”.   東日本旅客鉄道. 2019年4月8日閲覧。
5. ↑  “各駅の乗車人員（2003年度）”.   東日本旅客鉄道. 2019年4月8日閲覧。
6. ↑  “各駅の乗車人員（2004年度）”.   東日本旅客鉄道. 2019年4月8日閲覧。
7. ↑  “各駅の乗車人員（2005年度）”.   東日本旅客鉄道. 2019年4月8日閲覧。
8. ↑  “各駅の乗車人員（2006年度）”.   東日本旅客鉄道. 2019年4月8日閲覧。
9. ↑  “各駅の乗車人員（2007年度）”.   東日本旅客鉄道. 2019年4月8日閲覧。
10. ↑  “各駅の乗車人員（2008年度）”.   東日本旅客鉄道. 2019年4月8日閲覧。
11. ↑  “各駅の乗車人員（2009年度）”.   東日本旅客鉄道. 2019年4月8日閲覧。
12. ↑  “各駅の乗車人員（2010年度）”.   東日本旅客鉄道. 2019年4月8日閲覧。
13. ↑  “各駅の乗車人員（2011年度）”.   東日本旅客鉄道. 2019年4月8日閲覧。
14. ↑  “各駅の乗車人員（2012年度）”.   東日本旅客鉄道. 2019年4月8日閲覧。
15. ↑  “各駅の乗車人員（2013年度）”.   東日本旅客鉄道. 2019年4月8日閲覧。
16. ↑  “各駅の乗車人員（2014年度）”.   東日本旅客鉄道. 2019年4月8日閲覧。
17. ↑  “各駅の乗車人員（2015年度）”.   東日本旅客鉄道. 2019年4月8日閲覧。
18. ↑  “各駅の乗車人員（2016年度）”.   東日本旅客鉄道. 2019年4月8日閲覧。
19. ↑  “各駅の乗車人員（2017年度）”.   東日本旅客鉄道. 2019年4月8日閲覧。
20. ↑  “各駅の乗車人員（2018年度）”.   東日本旅客鉄道. 2019年7月23日閲覧。
21. ↑  “各駅の乗車人員（2019年度）”.   東日本旅客鉄道. 2020年7月18日閲覧。
22. ↑  “各駅の乗車人員（2020年度）”.   東日本旅客鉄道. 2021年7月29日閲覧。
23. ↑  “各駅の乗車人員（2021年度）”.   東日本旅客鉄道. 2022年8月12日閲覧。
24. ↑  “各駅の乗車人員（2022年度）”.   東日本旅客鉄道. 2023年7月12日閲覧。